# Enòtria
Enòtria (grec antic: Οἰνωτρία, llatí: Oenotria) va ser el nom que donaren grecs en època molt primerenca a tota la regió del sud d'Itàlia, de situació indefinida més o menys per l'àrea del Brútium i part de Lucània, segons Estrabó. Era el país habitat pels enotris, i el seu nom derivaria de οἶνος (oinos, 'vi').
Heròdot utilitza el nom d'Enòtria, familiar als seus lectors, per designar el país on els foceus van fundar la ciutat d'Èlea. El territori d'Enòtria aviat va ser conquerit per ètnies sabèl·liques, i pels lucans i els brucis i el nom va caure en desús. Encara Aristòtil anomena així a aquesta regió, però només per referir-se als seus costums antics, i no perquè la paraula estigués en ús en el seu temps. El Pseudo-Escimne utilitza el nom en un sentit diferent, per referir-se només a una part de Lucània i per diferenciar-la de la resta d'Itàlia, però no sembla que aquest hagi estat l'ús corrent del mot.